# Ycuá Satí
Ycuá Satí  es un barrio de la ciudad de Asunción, capital de la República del Paraguay. Su superficie es de 1,46 km². 
Este barrio presenta dos áreas bien marcadas: una alta, desde la calle Denis Roa hasta R. Benítez aproximadamente y otra baja desde la calle M. Talavera hasta Madame Lynch.
El área es eminentemente habitacional, existiendo no obstante numerosos comercios, talleres de vehículos (mecánica general, chapista y pintura), ferreterías y tapicerías sobre Eusebio Lillo y Denis Roa.

## Geografía
El barrio Ycuá Satí está situado en la ciudad de Asunción, capital del Paraguay, en el Departamento Central de la Región Oriental, dentro de la bahía del río Paraguay, ciudad cosmopolita, donde confluyen personas de distintas regiones del país y extranjeros que la habitan, ya arraigados en ella.

### Límites
Ycuá Satí tiene como límitantes a las avenidas Aviadores del Chaco, San Martín, Madame Lynch, Santa Teresa y la calle Eusebio Lillo.
- Al norte limita con el barrio Manorá.
- Al sur limita con el barrio Santa María.
- Al este limita con el barrio San Jorge y el Villa Morra
- Al oeste limita con el barrio San Cristóbal y el barrio Herrera.

### Clima
Clima subtropical. La temperatura media es de 28 °C en el verano y 17 °C en el invierno. Predominan los vientos del norte y sur. El promedio anual de precipitaciones es de 1700 mm.

## Población
La población de Ycuá Satí es de 7.072 habitantes aproximadamente. La densidad es de 4.840 hab./km², del total poblacional del barrio 42% son varones y 58% son mujeres.

### Demografía
Existen 1.446 viviendas aproximadamente, con un promedio de 4 habitantes por cada una de ellas.
Las familias que cuentan con los servicios de energía eléctrica representan un 100%.
Las familias que cuentan con los servicios agua corriente representan un 95%. Las familias que cuentan con los servicios desagüe cloacal representan un 70%.
Las familias que cuentan con los servicios recolección de basura representan un 98%.
Los servicios sanitarios son brindados por una clínica parroquial, un puesto de salud y un hospital que prestan servicios de clínica médica y prenatal entre otros.
En el ámbito educativo cuenta con dos colegios privados y una escuela pública. La población está mayoritariamente constituida por familias de nivel socioeconómico medio y alto.

## Organizaciones
Comisiones vecinales
Existen dos comisiones vecinales 
- Sagrada Familia
- Cantera

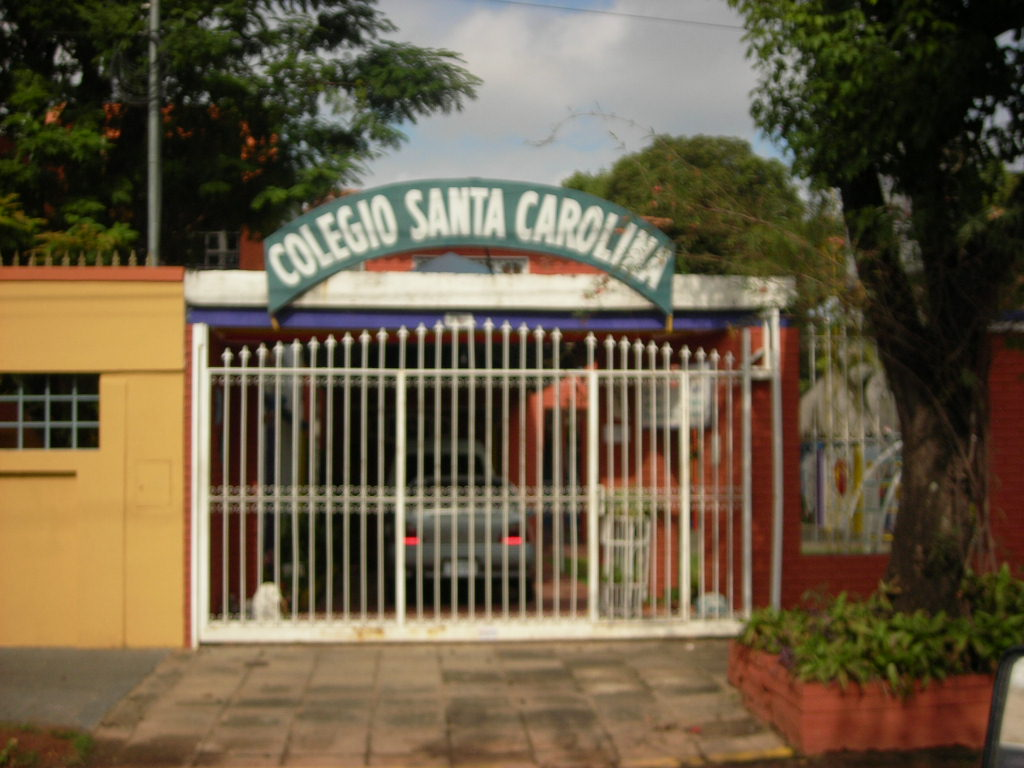
Colegio Santa Carolina.

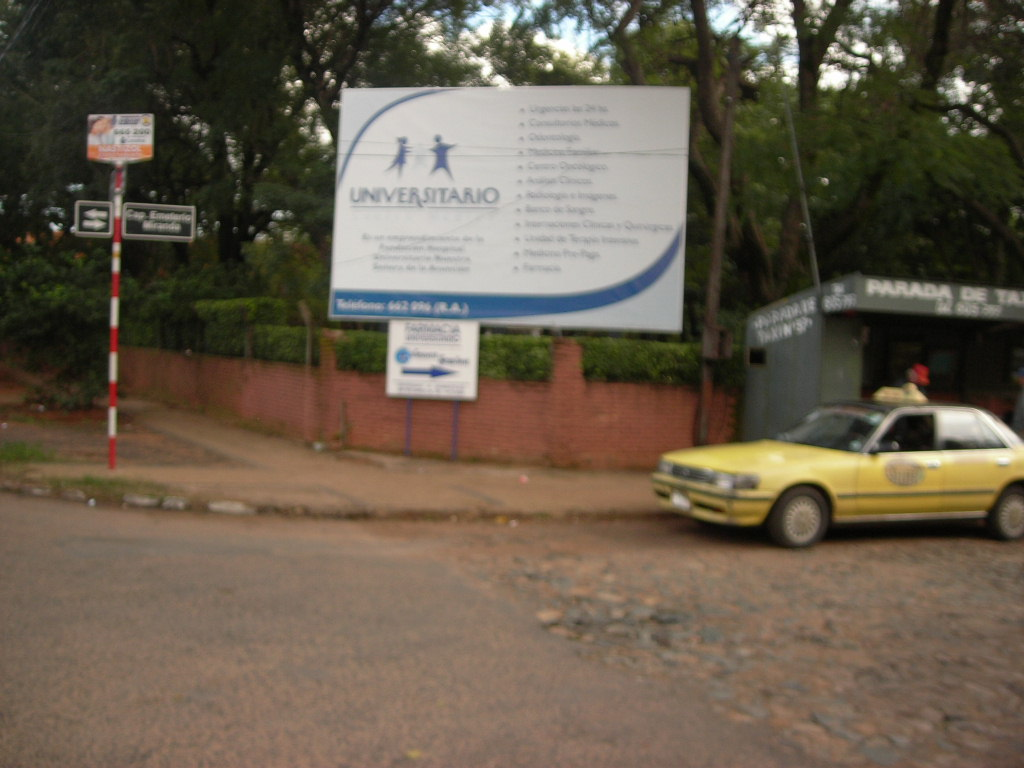
Hospital Universitario.

Sus objetivos son la instalación de desagüe cloacal y la tramitación de la documentación de terrenos ocupados.
Instituciones No Gubernamentales
Religiosas Católicas
- Parroquia Niño Jesús de Praga

Otras
- Iglesia Bautista

Educativas
- Colegio de la Parroquia Niño Jesús de Praga
- Colegio de la Iglesia Bautista
- Colegio Santa Carolina

Instituciones Gubernamentales
Servicios Sanitarios
- Puesto de salud pata atención ambulatoria materno infantil
- Hospital Universitario Nuestra Señora de la Asunción

Educativa
- Escuela Roberto Schaerer

## Infraestructura
Sus principales vías de comunicación son las avenidas Aviadores del Chaco, Santa Teresa, San Martín y Madame Lynch, todas asfaltadas. Cuentan con pavimento asfáltico las calles Denis Roa, Austria y Bruselas y, las demás con pavimentación pétrea. 
Operan cuatro canales de televisión abiertos y varias empresas que emiten señales por cable. Se conectan con veinte emisoras de radio que transmiten en frecuencias AM y FM. Cuenta con los servicios telefónicos de Copaco y los de telefonía celular, además cuenta con varios otros medios de comunicación y a todos los lugares llegan los diarios capitalinos.
Como medio de transporte se cuentan con las líneas 12, 18, 3, 43, 28, 16, 30, 13, 51-2, 1, 85, Villetana, Areguá y Ypakaraí.
- Datos: Q8050714
- Multimedia: Ycuá Satí / Q8050714